# Cautes e Cautopates

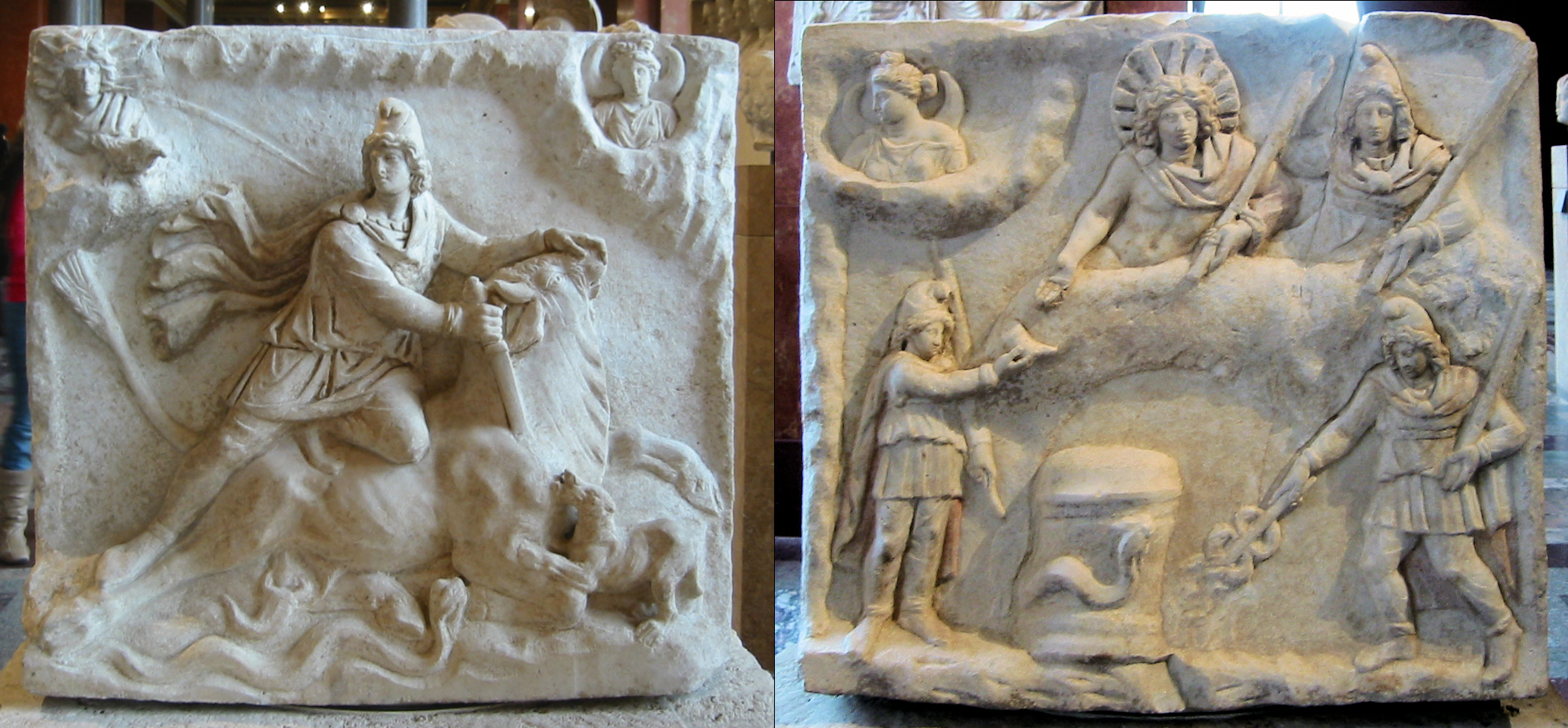
Mitra uccide il toro nella classica rappresentazione della tauroctonia. Lato A e B del bassorilievo rinvenuto a Fiano Romano e conservato al Museo del Louvre, Parigi.

Cautes e Cautopates sono i due assistenti che accompagnano Mitra nell'antico culto romano del Mitraismo. Compaiono al suo fianco in molti affreschi o bassorilievi della nascita di Mitra e della tauroctonia. Dato che Mitra è collegato ai miti solari, anche a Cautes e Cautopates è stato attribuito un significato astronomico: potrebbero rappresentare rispettivamente i punti dell'aurora e del tramonto oppure i punti equinoziali (i due incroci dell'equatore celeste con lo zodiaco).
Non c'è ancora nessuna interpretazione certa sull'origine e il significato dei loro nomi.

## Iconografia

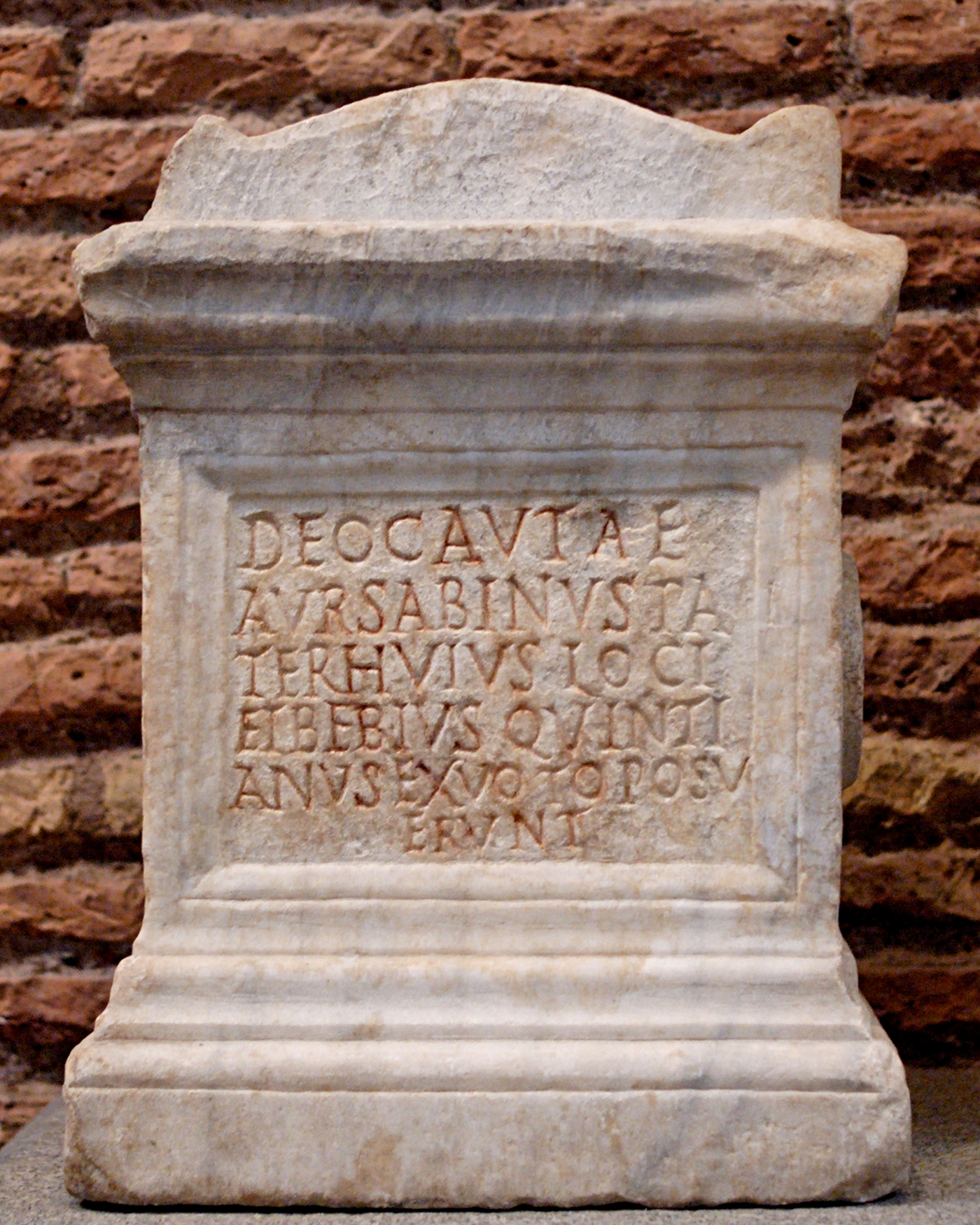
Altare dedicato a Cautes e Cautopates

Sono entrambi rappresentati più piccoli di Mitra per indicare la sua maggiore importanza. Indossano abiti persiani e un berretto frigio. Cautes regge una torcia accesa, Cautopates la punta verso il suolo. È stato osservato che spesso Cautopates sembra precedere Cautes, suggerendo quindi un mito di rinascita (si veda l'immagine del sito dell'Università di Newcastle sotto segnalato); vi sono, però, una cinquantina di rappresentazioni in cui l'ordine è opposto. Nell'interpretazione equinoziale acquistano senso anche tutti gli altri animali simbolici della scena della Tauroctonia: da sinistra a destra sarebbero rappresentate tutte le costellazioni dell'equatore celeste nell'Era del Toro comprese fra l'equinozio di primavera e quello d'autunno.

## Legame con altre religioni
Cautes e Cautopates sembrano equivalere ai due gemelli divini dei Veda: gli Ashvin ("cavalieri" o "domatori di cavalli"), che appaiono in cielo sul loro carro all'alba e al tramonto. Nei Veda sono anche chiamati Nasatya e nell'astronomia indiana sono collegati alla costellazione dell'Ariete, perché la loro madre sarebbe Hamal, la stella più luminosa della costellazione (Alpha Arietis) e loro stessi corrisponderebbero alle stelle beta e gamma dell'Ariete. Questo collegamento con l'Ariete è in accordo con l'interpretazione astrologica della Tauroctonia, proposta da David Ulansey.
Cautes e Cautopates sembrano avere somiglianze anche con i Dioscuri, i gemelli della mitologia greco-romana, anch'essi rappresentati con il berretto frigio e accompagnati da un cavallo come gli Ashvin.
A causa dei loro pantaloni frigi, Caute e Cautopates sono stati anche confusi con pastori, dando origine alla credenza che alcuni pastori abbiano assistito alla nascita di Mithra, in analogia alla presenza di pastori a Betlemme.